# Марков, Александр Трофимович
Александр Трофимович Марков (1877—1935, Москва) — советский партийный, профсоюзный и государственный деятель. В 1924—1930 годах кандидат в члены ЦК РКП(б) — ВКП(б).

## Биография
Ткач Краснопресненской фабрики, с 1895 года участвовал в революционном движении. Член РСДРП с 1898 года.
В 1918—1922 годах председатель Исполнительного комитета Орехово-Зуевского уездного Совета, секретарь Серпуховского уездного комитета РКП(б).
В 1922—1924 годах председатель Московского губернского союза текстильщиков. В 1924—1929 годах председатель ЦК Союза текстильщиков. Член Президиума ВЦСПС (31.05.1924 — 26.06.1930).
На XIII, XIV и XV партсъездах избирался кандидатом в члены ЦК РКП(б) — ВКП(б).
В 1930—1934 годах член Правления Государственного хлопчатобумажного треста, в аппарате Московского СНХ.
С 1934 года на пенсии.